# Saara Niemi
Saara Niemi, geb. Tuominen, (* 1. Januar 1986 in Ylöjärvi) ist eine finnische Eishockeyspielerin und -trainerin, die seit 2018 Cheftrainerin der Frauenmannschaft des Helsingfors IFK aus der Naisten Liiga, der höchsten Fraueneishockey-Spielklasse Finnlands, ist.

## Karriere
Saara Niemi spielte ab ihrem fünften Lebensjahr im Verein Ikurin Vire Eishockey.

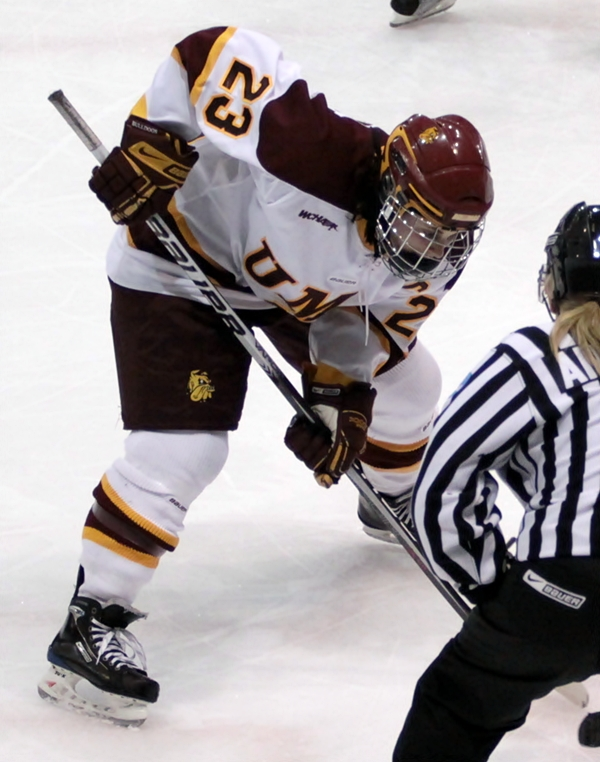
Saara Niemi im Trikot der University of Minnesota-Duluth (2010)

In der Naisten SM-sarja spielte sie ab 2003 für Ilves Tampere. Mit diesem Team gewann sie 2006 die finnische Meisterschaft, die Vizemeisterschaft im Jahr 2011 und den IIHF European Women Champions Cup im Jahr 2011. Ab 2006 spielte sie in den Vereinigten Staaten für die University of Minnesota-Duluth und war drei Jahre lang Mannschaftskapitänin der Bulldogs. Mit den Bulldogs gewann sie 2008 und 2010 jeweils die Meisterschaft der WCHA und der NCAA.
2011 beendete sie ihre Karriere zunächst und wurde Nachwuchstrainerin für die südlichen Region beim finnischen Eishockeyverband. Sie lebt in Helsinki und war Sportlehrerin am Kisakallio Sport Institute. Zudem betreute sie die U18-Juniorinnen-Nationalmannschaft Finnlands als Assistenztrainerin. Im April 2015 kehrte sie für die Helsinki Red Wings aufs Eis zurück, als sie für die Frauenmannschaft des Vereins in der drittklassigen Suomen-sarja auflief. In der Saison 2016/17 spielte sie mit den Red Wings in der zweitklassigen Naisten Mestis. In der Saison 2017/18 war Niemi Assistenztrainerin der Kunlun Red Star aus der Canadian Women’s Hockey League. Seit 2018 arbeitet sie als Eishockeytrainerin beim Helsingfors IFK, unter anderem als Managerin und Cheftrainerin der Frauenmannschaft in der Naisten Liiga. Zudem lief sie in der Saison 2018/19 noch einmal für den HIFK auf und schaffte mit dem Frauenteam des Klubs den Aufstieg aus der Naisten Mestis in die Liiga.

### International

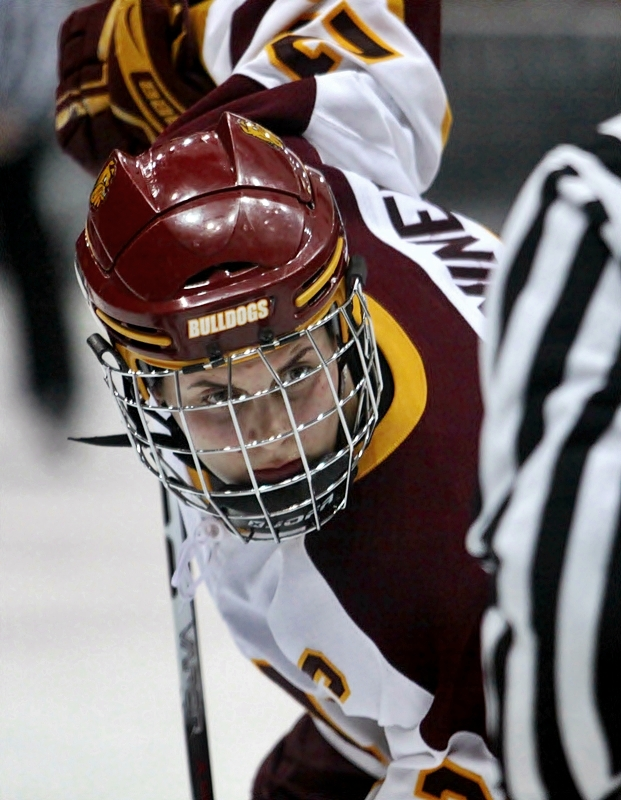
Saara Niemi

Saara Niemi spielte über viele Jahre in der finnischen Eishockeynationalmannschaft der Frauen, mit der sie an den Olympischen Winterspielen 2006 und  2010 sowie den Weltmeisterschaften 2004, 2005, 2007, 2008 und 2009 teilnahm. Bei diesen Turnieren gewann sie insgesamt vier Bronzemedaillen.

## Erfolge und Auszeichnungen
| - 2006 Finnischer Meister mit Ilves Tampere - 2008 WCHA-Meisterschaft mit der University of Minnesota Duluth - 2008 NCAA-Division-I-Championship mit der University of Minnesota Duluth - 2010 WCHA-Meisterschaft mit der University of Minnesota Duluth | - 2010 NCAA-Division-I-Championship mit der University of Minnesota Duluth - 2011 IIHF-European-Women-Champions-Cup-Gewinn mit Ilves Tampere - 2019 Aufstieg aus der Naisten Mestis in die Naisten Liiga mit dem Helsingfors IFK (als Spielertrainerin) |

### International
- 2004 Bronzemedaille bei der Weltmeisterschaft
- 2008 Bronzemedaille bei der Weltmeisterschaft
- 2009 Bronzemedaille bei der Weltmeisterschaft
- 2010 Bronzemedaille bei den Olympischen Winterspielen

## Karrierestatistik

### International
(Legende zur Spielerstatistik: Sp oder GP = absolvierte Spiele; T oder G = erzielte Tore; V oder A = erzielte Assists; Pkt oder Pts = erzielte Scorerpunkte; SM oder PIM = erhaltene Strafminuten; +/− = Plus/Minus-Bilanz; PP = erzielte Überzahltore; SH = erzielte Unterzahltore; GW = erzielte Siegtore; 1 Play-downs/Relegation; Kursiv: Statistik nicht vollständig)